# Salaise-sur-Sanne
Salaise-sur-Sanne este o comună în departamentul Isère din sud-estul Franței. În 2009 avea o populație de 4.188 de locuitori.

## Evoluția populației
| An        | 1975  | 1982  | 1990  | 1999  | 2006  | 2009  |
| --------- | ----- | ----- | ----- | ----- | ----- | ----- |
| Populație | 2.976 | 3.352 | 3.511 | 3.646 | 4.046 | 4.188 |